# マウリ・ウコンマーンアホ
マウリ・ウコンマーンアホ (Mauri Ukonmaanaho) は、フィンランドのビジネスマン。ノキア日本法人のノキア・ジャパンの前代表取締役社長。
なお、姓のウコンマーンアホのウコンは「天空神ウッコの」、マーンは「大地の」、アホは「（牧）草地」 の意味である。

## 経歴
フィンランド中部の都市、オウルのオウル大学 (Oulun yliopisto) 卒。
1997年ノキア入社。W-CDMAなど第3世代携帯電話の開発に携わった。
2002年10月から2007年12月までプロダクト・プログラム・マネージャー (PPM) を務め、Nokia 6600、Nokia N93、Nokia N82などの端末開発を指揮した。
2008年からノキア・ジャパンに移り、東京R&Dセンターのディレクターを務めた。
2008年12月31日付けで（実質2009年より）、タイラー・マクギーに代わりノキア・ジャパン社長に任命された。東京R&Dセンターディレクターとは兼任。
ただし、ノキアは高級ブランドVertu（バーチュ）を除き、2008年11月より順次、日本での一般向け携帯電話事業を打ち切っている。ウコンマーンアホ下でのノキア・ジャパンの活動は「重要なグローバルR&D及びソーシング事業」 となる。
2009年9月1日付で、中国法人の社長・コリン・ジャイルズが、兼務の形でノキア・ジャパンの社長に就任したことに伴い、ウコンマーンアホは退任し、本国へ復帰した。